# Hammarlunda
Hammarlunda is een plaats in de gemeente Eslöv in Skåne, de zuidelijkste provincie van Zweden. De plaats heeft 65 inwoners (2000) en een oppervlakte van 12 hectare.